# Belvès-de-Castillon
Belvès-de-Castillon är en kommun i departementet Gironde i regionen Nouvelle-Aquitaine i sydvästra Frankrike. Kommunen ligger i kantonen Castillon-la-Bataille som tillhör arrondissementet Libourne. År 2022 hade Belvès-de-Castillon 330 invånare.

## Befolkningsutveckling
Antalet invånare i kommunen Belvès-de-Castillon
Referens:INSEE